# Abierto Mexicano de Tenis 2014
El Abierto Mexicano Telcel 2014 es un evento de tenis ATP 500 en su rama masculina y WTA International Tournaments en la femenina. Se disputa en el Puerto de Acapulco, Guerrero, (México), en el complejo  Fairmont Acapulco Princess y en pistas duras al aire libre, siendo parte de un conjunto de eventos que hacen de antesala al Masters de Indian Wells 2014, entre el 24 de febrero y el 3 de marzo de 2014 en los cuadros principales masculinos y femeninos, la etapa de clasificación se disputó desde el 22 de febrero.

## Cabezas de serie

### Individuales masculinos
| Tenista         | Ranking | Preclasificado |
| David Ferrer    | 4       | 1              |
| Andy Murray     | 7       | 2              |
| John Isner      | 13      | 3              |
| Grigor Dimitrov | 20      | 4              |
| Kevin Anderson  | 21      | 5              |
| Gilles Simon    | 22      | 6              |
| Ernests Gulbis  | 23      | 7              |
| Vasek Pospisil  | 26      | 8              |

- Ranking del 17 de febrero de 2014

### Dobles masculinos
| Tenistas                          | Ranking | Preclasificado |
| Łukasz Kubot Robert Lindstedt     | 25      | 1              |
| Jean-Julien Rojer Horia Tecău     | 42      | 2              |
| Inés Ferrer Suárez Dominic Inglot | 53      | 3              |
| Eric Butorac Raven Klaasen        | 61      | 4              |

- Ranking del 17 de febrero de 2014

### Individuales femeninos
| Tenista              | Ranking | Preclasificada |
| Dominika Cibulková   | 13      | 1              |
| Eugenie Bouchard     | 19      | 2              |
| Kaia Kanepi          | 25      | 3              |
| Magdaléna Rybáriková | 32      | 4              |
| Yvonne Meusburger    | 39      | 5              |
| Bojana Jovanovski    | 42      | 6              |
| Stefanie Vögele      | 45      | 7              |
| Zhang Shuai          | 49      | 8              |

- Ranking del 17 de febrero de 2014

### Dobles femeninos
| Tenistas                              | Ranking | Preclasificada |
| Julia Görges Anna-Lena Grönefeld      | 43      | 1              |
| Kristina Mladenovic Galina Voskoboeva | 47      | 2              |
| Ashleigh Barty Marina Erakovic        | 51      | 3              |
| Caroline Garcia Oksana Kalashnikova   | 127     | 4              |

- Ranking del 17 de febrero de 2014

## Campeones

### Individuales masculinos
Grigor Dimitrov venció a  Kevin Anderson por 7-6(1), 3-6, 7-6(5)

### Individuales femeninos
Dominika Cibulková venció a  Christina McHale por 7-6(3), 4-6, 6-4

### Dobles masculinos
Kevin Anderson /  Matthew Ebden vencieron a  Feliciano López /  Max Mirnyi por 6-3, 6-3

### Dobles femenino
Kristina Mladenovic /  Galina Voskoboeva vencieron a  Petra Cetkovská /  Iveta Melzer por 6-3, 2-6, [10-5]